# 75-та бригада управління (РФ)
75 бригада управління (75 БрУ, в/ч 01229) — військове формування Сухопутніх військ ЗС РФ в складі 36-ї загальновійськової армії.

## Історія
В червні 1968 року згідно директиви Головного штабу Сухопутніх Військ № 1/1165164 від 19.04.68р., розпочалось формування 1608 окремого батальйону зв'язку 86-го армійського корпусу.
Батальйон формувався згідно штату № 14/701-«Б» чисельністю 300 військовослужбовців та 1 службовця.
Формування батальйону було завершено 5 серпня 1968 року.
15 серпня 1976 року, на підставі директиви штабу ЗабВО від 12.04.76 р. № 19/1/00902, 1608 окремий батальйон зв'язку був переформований на 175 окремий полк зв'язку 36 загальновійськової армії.
1 липня 1989 року на підставі директиви МО СРСР № 314/1/00160 25.01.85 року 175 окремий полк зв'язку був переформований на 1736 окремий батальйон зв'язку 36 армії.
1 вересня 1994 року, на підставі директиви МО РФ № 314/1/001200 від 11.10.93 року, окремий батальйон зв'язку був переформований на 175 окремий полк зв'язку 55 армійського корпусу і передислокований в м. Борзя-3 Читинської області.
В зв'язку з перенесенням штабу 36 армії в Улан-Уде частина була передислокована в містечко Комушка (Улан-Уде).

## Командири
- полковник Єськов Вадим Володимирович